# Домфил (каталог марок)
«Домфил» (исп. Domfil) — семейство тематических каталогов почтовых марок стран мира. Они издавались с 1988 по 2006 год на испанском и английском языках в Испании, в Барселоне.

## Описание
Каталоги «Домфил» выходили форматом A4 (17 × 24 см), содержали иллюстрации в цвете, в большинстве случаев воспроизводившие соответствующие почтовые марки уменьшенными на 50 % от их реальных размеров, и были двуязычны. Текстовая часть каталогов давалась на испанском и английском языках.
Основным направлением издательской политики «Домфил» была популярная тематическая филателия. В этой области «Домфил» завоевал авторитет у филателистической общественности, став для неё де-факто основным источником сведений о характере почтовых эмиссий на ту или иную тему (мотив). Помимо этого, под той же торговой маркой выпускались и каталоги почтовых марок некоторых стран и территорий Европы — Гибралтара, Лихтенштейна, Монако, Бельгии, Нидерландов и Швеции.
| №  | Русское название                               | Испанское название                             | Изданий | Страниц | Евро |
| -- | ---------------------------------------------- | ---------------------------------------------- | ------- | ------- | ---- |
| 1  | Автомобили                                     | Automóviles                                    | 1       | 496     | 37   |
| 2  | Америка (UPAEP)                                | América-UPAEP                                  | 2       | 96      | 12   |
| 3  | Гольф                                          | Golf                                           | 1       | 72      | 17   |
| 4  | Грибы                                          | Setas                                          | 2       | 258     | 24   |
| 5  | Дисней                                         | Disney                                         | 1       | 512     | 38   |
| 6  | Европа (CEPT)                                  | Europa—CEPT                                    | 6       | 448     | 36   |
| 7  | Железные дороги                                | Ferrocarriles                                  | 2       | 768     | 50   |
| 8  | Охраняемая фауна. Всемирный фонд дикой природы | Fauna protegida. WWF                           | 2       | 192     | 28   |
| 9  | Скаутизм                                       | Escultismo                                     | 1       | 553     | 40   |
| 10 | Спорт. Баскетбол                               | Deportes. Baloncesto                           | 1       | 160     | 24   |
| 11 | Спорт. Города проведения Олимпийских игр       | Deportes. Juegos de la Olimpiada ciudades sede | 1       | 48      | 24   |
| 12 | Спорт. Зимние Олимпийские игры                 | Deportes. Juegos Olimpicos de Invierno         | 1       | 384     | 32   |
| 13 | Фауна. Бабочки                                 | Fauna. Mariposas                               | 25      | 480     | 30   |
| 14 | Фауна. Доисторические животные и рептилии      | Fauna. Prehistoricos y reptiles                | 25      | 208     | 24   |
| 15 | Фауна. Кошки                                   | Fauna. Gatos                                   | 2       | 272     | 29   |
| 16 | Фауна. Морская жизнь                           | Fauna. Vida marina                             | 24      | 308     | 22   |
| 17 | Фауна. Птицы                                   | Fauna. Aves                                    | 24      | 740     | 22   |
| 18 | Фауна. Собаки                                  | Fauna. Perros                                  | 1       | 282     | 34   |
| 19 | Цветы                                          | Flores                                         | 26      | 448     | 65   |
| 20 | Шахматы                                        | Ajedrez                                        | 2       | 128     | 24   |

| № | Страна\территория | Изданий | Страниц | Евро |
| - | ----------------- | ------- | ------- | ---- |
| 1 | Бельгия           | 2       | 240     | 30   |
| 2 | Гибралтар         | 3       | 80      | 20   |
| 3 | Лихтенштейн       | 2       | 96      | 19   |
| 4 | Монако            | 6       | 208     | 30   |
| 5 | Нидерланды        | 1       | 144     | 21   |
| 6 | Швеция            | 1       | 144     | 25   |

Ко всем своим каталогам «Домфил» выпускал и соответствующие иллюстрированные альбомы для почтовых марок с чёрно-белыми иллюстрациями без воспроизведения зубцовки.

## Структура
Структура каталогов была хронологической, по почтовым администрациям стран без учёта частей света в алфавитном порядке по-испански (в электронных версиях можно было переключиться на английский вариант).

Фрагмент страницы каталога «Скаутизм». Описание «Скаутское движение» к пионерской серии советских марок 1936 года

Описание каждой почтовой марки было минимальным — оно включало дату выпуска в обращение, номинал марки, её мотив и сюжет двумя-тремя словами, собственный порядковый номер марки, присвоенный «Домфилом», номера по каталогам «Ивер», «Михель», «Скотт» и «Унификато» и ориентировочную цену марки в песетах (до введения евро), евро и долларах США.
Идентификационный номер, присваивавшийся марке «Домфилом», состоял из двух разделённых точкой цифр. Первая — три последних знака года выпуска почтовой марки, вторая — её порядковый номер среди выпусков соответствующей страны по заданной теме каталога. Допустим, если в каталоге «Бабочки» было написано Болгария № 968.3, это означало, что болгарская марка выпущена в 1968 году и она оказалась третьей в этой стране с изображением бабочек.
Легко заметить, что редакция каталога, выбрав такую нестандартную схему нумерации экспонатов, запрограммировала себе так называемую «проблему 2000 года». Начиная с последнего, первые три цифры номеров марок обнулились, что стало неинтуитивно для читателя: номера более новых марок скачком стали меньше, чем более старые.

## Содержание
В целом, создатели «Домфила» не слишком интересовались вопросами, не касавшимися коммерческих расценок на марки. Например, в их каталоге, посвящённом скаутизму, несмотря на его мелкий подзаголовок «…и другие молодёжные движения», именно в скауты была автоматически зачислена пионерия социалистических стран (см. иллюстрацию выше). В то время как, например, каталог «Скотт» о наличии пионеров осведомлён и поэтому более корректен.

Обложка тома «Зимние Олимпийские игры»

Как отмечают обзорные статьи филателистов, в каталогах «Домфил» случались включения в листинг изображений подделок и фантастических выпусков, иногда пропускались некоторые позиции, даже если выпуск был совместный, то есть охватывал несколько стран. Происходили также пропуски букв и ошибки в написании слов. Однажды подобная ошибка появилась и на обложке: ниже названия каталога «Зимние Олимпийские игры» среди иноязычных надписей после арабской и китайской оказалась и русская — одним словом: «Мужской». Вероятно, «Домфил», не вникая в суть, механически перенёс показавшееся ему подходящим слово с одного из олимпийских рекламных проспектов.
То же можно сказать и о коротких описаниях марок в «Домфиле» как таковых: они созданы по принципу «что вижу». Например, латинские названия растений и животных в посвящённых им каталогах списывались с соответствующих марок — что не позволило составителям заметить те случаи, когда марки выпускались с ошибками в надписях. Наличие разновидностей, особенно беззубцовок, если они не особенно влияли на рыночную цену, часто тоже не указывалось. Допускались описки и в каталожных номерах.

## История
Компания «Филателия Домфил» (исп. Filatelia Domfil), с 1988 года издававшая каталоги почтовых марок семейства «Домфил», была десять лет спустя, в 1998 году, приобретена группой компаний «Афинса» и преобразована в подразделение «Афинсы» под именем исп. Domfil Catálogos temáticos internacionales S. L. Описанные выше недостатки в построении и содержании тематических каталогов были связаны, прежде всего, с неблаговидными целями, ради которых был куплен «Домфил». «Афинсе» требовалось теневое пиар-сопровождение финансовой пирамиды, от деятельности которой в Испании и Португалии в конечном итоге пострадали несколько сотен тысяч вкладчиков.
По информации налогового министерства Испании, основным мотивом при покупке было стремление владельцев к негласной раскрутке цен на почтовые марки с целью наглядной демонстрации резкого роста их коммерческой рыночной стоимости. Как показало следствие, бизнес «Домфила» — издание тематических каталогов — сам по себе не окупался: по крайней мере, в течение периода 2003—2006 годов «Домфил» приносил своим владельцам убытки в диапазоне от €300 тыс. до €590 тыс. ежегодно. «Афинса» предоставила «Домфилу» большой кредит. К моменту краха предприятия долг «Домфила» достиг более чем €1,8 млн.
Для этих же целей раскрутки цен на марки «Афинса» учредила издательский дом «Публиафинса» (исп. Publiafinsa), выпускавший журналы Crónica Filatélica и Crónica Numismática. Кроме того, по данным министерства, в июне 2003 года «Афинса» произвела негласную сделку по покупке каталога «Брукман» (англ. Brookman), пиарившегося ею в дальнейшем как «престижный и независимый». Задачей «Брукмана» было поддержание авторитетности заявляемых «Домфилом» цен на марки.
Финалом подобной мошеннической деятельности стали аресты и суды топ-менеджеров группы компаний, прокатившиеся по всей стране волны демонстраций обманутых вкладчиков, разорение предприятия «Домфил» и прекращение выпуска каталогов. Общая сумма финансовых претензий ко всем структурам группы «Афинса» составила в итоге €4,166 млрд.